# Konkurs Piosenki Eurowizji 2003
48. Konkurs Piosenki Eurowizji został zorganizowany 24 maja 2003 w Skonto Olympic Hall w Rydze. Gospodarzem wydarzenia był łotewski nadawca publiczny Latvijas Televīzija (LTV), dzięki zwycięstwu Marie N., reprezentantki Łotwy podczas konkursu w 2002.
Koncert finałowy poprowadzili Marija Naumova i Renārs Kaupers. Finał konkursu wygrała Sertab Erener, reprezentantka Turcji z piosenką „Everyway That I Can” autorstwa jej samej i Demira Demirkana, za którą zdobyła 167 punktów.

## Lokalizacja

### Miejsce organizacji konkursu
Dzięki wygranej Łotwy w finale konkursu w 2002 nadawca LTV otrzymał prawa do organizacji następnego konkursu. Musiał potwierdzić możliwość przygotowania koncertu oraz ogłosić miejsce organizacji i producenta wykonawczego konkursu do 10 czerwca 2002. W sierpniu EBU potwierdziła organizację konkursu w Skonto Olympic Hall.
Krajowy Gabinet Ministrów 9 mln euro przekazał stacji LTV na organizację konkursu. Rada miasta przekazała organizatorom kolejny milion euro.
Z powodu kryzysu finansowego, który dopadł Rygę w styczniu, krajowa komisja finansowa rozważała zmniejszenie funduszy przekazanych nadawcy na organizację konkursu. Wówczas pojawiły się podejrzenia, że miasto nie będzie w stanie zorganizować wydarzenia. Doniesieniom zaprzeczyła Ilona Berzina z LTV, zapewniając, że kryzys nie wpłynie na organizację konkursu, co następnie potwierdziła komisja finansów, odwołując decyzję o zmniejszeniu dofinansowania na organizację koncertu.
Tydzień przed koncertem finałowym poinformowano o planowanych protestach rosyjskiej społeczności w Łotwie (na czele z Igorem Pimenewem) spowodowanych prawem nakazującym częściowe używanie języka łotewskiego na zajęciach w rosyjskojęzycznych szkołach w kraju. Zgodnie z zapewnieniami szefa policji w tygodniu eurowizyjnym wzmożone zostały prace patroli bezpieczeństwa na terenie miasta.
Konkurs przyniósł organizatorowi łącznie 6 757 756 euro zysku.

### Proces wyboru miejsca organizacji
O tytuł gospodarza konkursu w 2003 ubiegały się władze Rygi, Windawy i Jūrmali. 
| Miasto                                  | Miejsce                                  | Pojemność |
| --------------------------------------- | ---------------------------------------- | --------- |
| Jurmała                                 | Dzintari Concert Hall                    | 2024      |
| Ryga                                    |                                          |           |
| Skonto Arena                            | 6500                                     |           |
| Ķīpsala International Exhibition Centre | 3500–6500                                |           |
| Mežaparks Great Bandstand               | ~70 000                                  |           |
| Windawa                                 | Ventspils Olympic Center Basketball Hall | 4500      |

Grupa Referencyjna LTV brała pod uwagę na oferty z Rygi i Ventspils, eliminując propozycję Jurmały i Mežaparks Great Bandstand w Rydze. 15 czerwca Grupa Referencyjna EBU ogłosiła, że konkurs odbędzie się w Rydze, rozważana była wówczas organizacja imprezy w Skonto Hall lub Ķīpsala International Exhibition Centre. W sierpniu ogłoszono przygotowanie konkursu w hali Skonto Olympic Hall, która została wybrana poprzez głosowanie ośmioosobowego komitetu sterującego i grupy zadaniowej rządu. Hala została poddana do renowacji.
W marcu pojawiły się pogłoski o zmianie miejsca organizacji miejsca ze względu na problemy wewnętrzne w LTV. Rzecznik prasowy stacji, Ingrida Smite, zdementowała plotki.

## Organizacja
Producentem wykonawczym konkursu został Arvids Babris, którego obowiązku od marca przejęła Brigita Rozenbrika. Kierownikiem wykonawczm były Sarah Yuen i Iveta Lepeško. W przygotowaniach łotewskiemu nadawcy pomogli pracownicy publicznych telewizji ze Szwecji (Sveriges Television) i Estonii (Eesti Televisioon). Stacja SVT została także technicznym producentem konkursu: reżyserem został Sven Stojanovic, a oświetlenie zapewniła firma Spectra+. Za transmisję konkursu odpowiadała szwedzka firma zewnętrzna Prisma OB, a za oprogramowanie tablicy wyników podczas finału odpowiadała firma vizrt.
Partnerem wspierającym LTV podczas organizacji konkursu został Latvia Tours, oficjalny partner ds. noclegów, transportu i rekreacji. Chęć współsponsorowania przedsięwzięcia wyraziło dwanaście firm, oficjalnymi sponsorami zostały firmy: Latvijas Mobilais Telefons i Parex Banka. Zarząd miasta zaoferował wiele atrakcji turystycznych zorganizowanych na terenie metropolii w maju. Telewizja LTV zaproponowała możliwość technicznej pomocy podczas konkursu studentom oraz podopiecznym miejskich domów dziecka. Akredytacje dziennikarskie otrzymało 965 reprezentantów mediów.

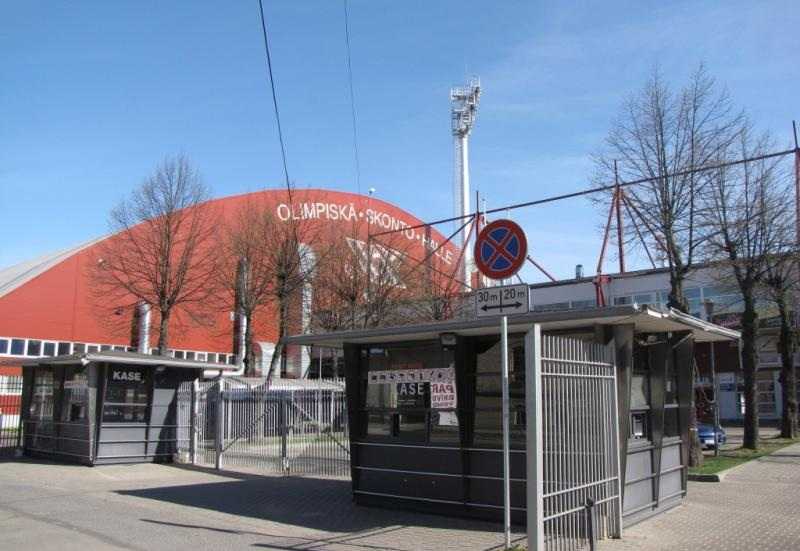
Skonto Olympic Hall – miejsce organizacji konkursu

W październiku 2002 organizator konkursu rozważał przywrócenie orkiestry na Konkurs Piosenki Eurowizji, jednak miesiąc później zostało to zdementowane. Podobnie jak w 2002, konkurs był transmitowany również przez Internet, a prowadzącymi tranmisję byli Ilze Jaunalksne i Divs Reiznieks, którzy rozmawiali z uczestnikami w kulisach.
W listopadzie 2003 odbyła się ceremonia losowania przez delegacje wszystkich krajów kolejności startowych w finale konkursu. W tym samym miesiącu ogłoszono, że konkurs poprowadzą: piosenkarka i laureatka 47. Konkursu Piosenki Eurowizji 2002 Marija Naumova i Renārs Kaupers, lider zespołu Brainstorm. W trakcie koncertu wystąpili w kreacjach, które zaprojektowali Aleksandrs Bibergals i Daina Skinke.
Podczas transmisji została zaprezentowana 900. konkursowa propozycja w historii widowiska – piosenka „Feeling Alive” wykonana przez reprezentującego Cypr Steliosa Konstandasa.
Po ogłoszeniu wyników w powietrze zostało wystrzelonych prawie 100 kilogramów sztucznych ogni, pokaz fajerwerków trwał ok. 10 minut. Zwycięska delegacja otrzymała również w nagrodę możliwość przejażdżki najnowszym modelem limuzyny marki Jaguar – Jaguar XJ. Dodatkową nagrodę dla zwycięzcy wręczył również zarząd Rygi.

### Zmiany w regulaminie
EBU zmieniła zapis w regulaminie mówiący, że konkursowa propozycja nie może zostać opublikowana przed 1 stycznia roku, w którym odbywa się konkurs. Od 2003 konkursowy utwór nie może zostać udostępniony przed 1 października roku poprzedzającego finał.
Zmienione zostały także zasady rozstrzygania ewentualnych remisów na pierwszym miejscu: o wyniku decydowała najpierw liczba krajów, które przyznały jakiekolwiek punkty danemu krajowi, później – jak dotychczas – liczba otrzymanych najwyższych not (12 punktów) przez daną reprezentację.

### Projekt grafiki i sceny
Telewizja LTV zorganizowała konkurs polegający na zaprojektowaniu oficjalnego logotypu 48. Konkursu Piosenki Eurowizji. Komisja w składzie: Uldis-Ivars Grava (dyrektor generalny LTV), Arvids Babris (kierownik wykonawczy konkursu), Ugis Brikmanis (reżyser), Laimonis Šteinbergs (artysta), Ingūna Ribena (architekt), Arta Giga (reprezentantka LTV) i Juhan Paadam (reprezentant EBU)) wybrała zwycięski projekt 1 sierpnia spośród 204 propozycji nadesłanych do siedziby stacji. Autorem oficjalnego logo konkursu, zatytułowanego Upes (pol. Rzeki), został główny projektant LTV, Kristaps Skulte. Projekt został opublikowany 27 listopada 2002, niedługo po spotkaniu Grupy Referencyjnej EBU. Twórca logotypu wyjaśnił znaczenie tytułu słowami: „Wszystkie rzeki wpływają prosto do morza, wszystkie piosenki natomiast wpływają na Konkurs Piosenki Eurowizji”.
Hasłem przewodnim 48. Konkursu Piosenki Eurowizji został slogan Magical Rendez-Vous.
Trzydziestosekundowe wizytówki (tzw. „pocztówki”) prezentowane przed każdym występem konkursowym przedstawiały reprezentantów danego kraju na tle łotewskiego krajobrazu. Pocztówki, wyreżyserowane przez Ugisa Brikmanisa, nakręcono podczas tygodnia poprzedzającego koncert finałowy konkursu oraz w czasie prób i konferencji prasowych. Początkowo producentem filmików był Arvids Babris, jednak jego wydanie pocztówek okazało się zbyt statyczne według EBU, która zleciła stworzenie nowych. Za ich produkcję odpowiadał Marius Bratten
Scenę konkursową zaprojektował Aigars Ozoliņš na podstawie projektu nazwanego Planeta Łotwa, opartego na scenariusza Aiji Austrumy, Viktorsa Duksa i Askoldsa Saulitisa. Podczas występów użyto efektów wideo-świetlnych, wykorzystano także zrzuty wideo zapewniające unikatowe zaprezentowanie podłogi podczas każdego występu, co okazało się innowacją w konkursie. Kulisy (tzw. „green room”), w których przebywały wszystkie reprezentacje w trakcie koncertu, znajdowały się za sceną konkursową i zostały odkryte publiczności zgromadzonej w hali na krótko przed rozpoczęciem finałowego głosowania.

### Głosowanie
W 2003 EBU przywróciła obowiązek głosowania telefonicznego we wszystkich krajach uczestniczących w konkursie, które przyznawały punkty w tzw. skali eurowizyjnej (tj. 1-8, 10 i 12 punktów) dziesięciu piosenkom z największą ilością głosów. Wyjątek stanowiły Bośnia i Hercegowina i Rosja, gdzie z powodu niskiego wskaźnika popularności usług telekomunikacyjnych umożliwiono głosowanie krajowym komisjom jurorskim. Rosja otrzymała także pozwolenie na głosowanie jurorskie z powodu dużej ilości różnych stref czasowych w kraju. W Polsce możliwe było jedynie głosowanie SMS-owe. Pozostałe kraje oddawały swoje głosy poprzez głosowanie telefoniczne. Każdy nadawca musiał również powołać ośmioosobową komisję jurorską oceniającą wszystkie prezentacje konkursowe, której końcowa punktacja mogłaby zostać użyta w przypadku problemów z głosowaniem telefonicznym w dniu koncertu. Podczas procesu przyznawania finałowych punktów przez sekretarzy wszystkich państw po raz pierwszy użyto generowanej komputerowo tablicy wyników, która zmieniała swoje ustawienia po każdym przyznanym głosie.

### Goście specjalni i dodatkowe występy muzyczne
Przed rozpoczęciem zmagań konkursowych nawiązano połączenia satelitarne z: Lys Assią, zwyciężczynią pierwszego Konkursu Piosenki Eurowizji, która przebywała w Nikozji, brytyjskim wokalistą Eltonem Johnem, który brał wówczas udział podczas imprezy Life Ball organizowanej w Wiedniu dla ludzi wspierających ludzi chorych na HIV lub AIDS, oraz astronautą Edem Lu i kosmonautą Jurijem Malenczenką, którzy wysłali pozdrowienia z Międzynarodowej Stacji Kosmicznej.
Podczas przerwy poświęconej na głosowanie telefoniczne zaprezentowany został krótki film w reżyserii Anny Vidulejej, prezentujący występy: łotewskiej grupy postfolklorystycznej Iļģi, zespołu Brainstorm Renārsa Kaupersa, wokalistki Marie N oraz pianisty Raimondsa Paulsa.

## Kontrowersje

### Kontrowersje wokół Rosji

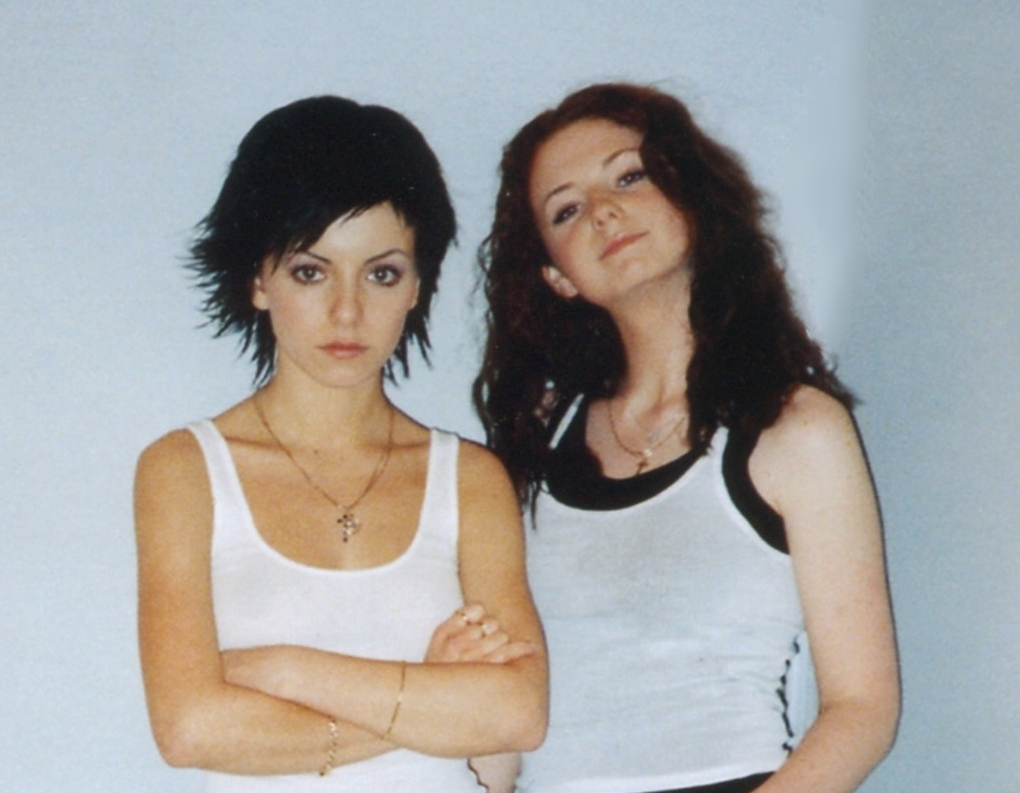
Julija Wołkowa i Jelena Katina z zespołu t.A.T.u., 2003

Reprezentantki Rosji, duet t.A.T.u., wywołały poruszenie swoim skandalicznym zachowaniem podczas tygodnia poprzedzającego koncert finałowy. Wokalistki krytykowały organizację widowiska, nie przestrzegały harmonogramu prób, przerywały występy (także podczas próby technicznej), niechętnie uczestniczyły na konferencjach prasowych. Organizatorzy zapowiedzieli, że jeżeli podczas występu na żywo wokalistki dopuszczą się kontrowersyjnych zachowań (np. homoseksualnego pocałunku), ich prezentacja zostanie zastąpiona zapisem z próby generalnej. Podczas nagrywania próby na scenie wystąpiła jednak tylko Jelena Katina, ponieważ Julija Wołkowa została przewieziona do szpitala z powodu problemów z gardłem. Wołkową zastąpiła wówczas estońska wokalistka Katja Netajeva. Podczas drugiej próby generalnej występ zespołu spotkał się z pozytywnym odbiorem przez dziennikarzy, a same wokalistki nie wzbudzały kontrowersji na scenie.
Chociaż reprezentantki Rosji były faworytkami internautów oraz bukmacherów do wygrania konkursu, ostatecznie zajęły trzecie miejsce. Rosyjska telewizja nie zgodziła się z wynikiem, protestowała przeciw „skandalicznie niskim wynikom od niektórych państw”. Telewizja podała w wątpliwość wyniki głosowania irlandzkiego nadawcy Raidió Teilifís Éireann (RTÉ), który w ostatniej chwili zdecydował się na wykorzystanie punktacji komisji jurorskiej z powodu opóźnień w wysłaniu ostatecznych wyników głosowania telefonicznego, nadzorowanego przez firmę telekomunikacyjną Eircom. EBU przeprowadziła dochodzenie w sprawie, które wykazało prawidłowe zastosowanie przez stację zmiany metody głosowania. Nadawca opublikował wyniki głosowania telewidzów, z których wynikało, że w przypadku niewykorzystania punktacji jurorskiej Turcja i tak zajęłaby pierwsze miejsce w konkursie, jednak Belgia otrzymałaby jedynie dwa punkty (a nie dziesięć), co umożliwiłoby Rosji zakończenie udziału na drugim miejscu z trzypunktową stratą do zwycięzcy. Rosyjski nadawca miał zastrzeżenia także do ostatecznej punktacji w Wielkiej Brytanii, na co brytyjska telewizja BBC zareagowała opublikowaniem oficjalnych wyników głosowania telewidzów.
Sześć lat po finale konkursu Jelena Katina udzieliła wywiadu w jednym z rosyjskich programów telewizyjnych, w którym przyznała, że kraj rzekomo otrzymał od łotewskiego nadawcy ofertę kupna pierwszego miejsca.

### Posądzenia o plagiat
Tuż po finale niemieckich selekcji do konkursu, twórca zwycięskiej propozycji „Let’s Get Happy” Ralph Siegel został posądzony przez kompozytora Jean-Pierre’a Valance’a o naruszenie praw autorskich oraz skopiowanie linii melodycznej z jego utworu „Weiss der Geier oder weiss er nicht”. Kompozytor eurowizyjnej piosenki zaprzeczył doniesieniom.
O plagiat posądzony został także autor utworu „Segðu mér allt” Birgitty Haukdal, która wygrała islandzki finał narodowy. Richard Marx uznał, że konkursowa propozycja jest kopią jego przeboju „Right Here Waiting” z 1980. Związek Kompozytorów Islandzkich (w skrócie S.T.E.F.) oraz Nordyckie Biuro Praw Autorskich nie uznało jednak oskarżenia Marxa, a islandzki utwór został dopuszczony do rywalizacji w konkursie.
Po wygraniu irlandzkich selekcji, zwycięski utwór Keitha Molloy’ego i Martina Branningana „We’ve Got the World” wykonany przez Mickeya Harte’a został posądzony o plagiat duńskiej piosenki „Fly on the Wings of Love” Olsen Brothers, która wygrała 45. Konkurs Piosenki Eurowizji. Europejska Unia Nadawców (EBU) nie uznał podobieństwa piosenek za naruszenie praw autorskich, dopuszczając irlandzką propozycję do udziału w koncercie finałowym.

### Nawoływanie do politycznego bojkotu
Pod koniec marca jeden z portali poświęconych konkursowi, All Time ESC, zasugerował swoim czytelnikom zbojkotowanie w głosowaniu reprezentantów krajów, których władze wsparły wojnę w Iraku, tj. Wielką Brytanię, Hiszpanię, Izrael i Turcję. Fani serwisu stwierdzili, że „polityka i wojna nie powinny być mieszane z Konkursem Piosenki Eurowizji, który poświęcony jest muzyce”.
Po finale konkursu brytyjski komentator konkursu, Terry Wogan, uznał ostatnie miejsce z zerowym dorobkiem punktowym zajęte przez reprezentantów Wielkiej Brytanii (duet Jemini) za wynik bojkotu oraz polityczne głosowanie.

## Kraje uczestniczące
Pod koniec listopada 2002 Gill Gaspare z EBU potwierdził udział 26 reprezentantów państwowych nadawców publicznych w 48. Konkursie Piosenki Eurowizji. Z powodu osiągnięcia słabego wyniku w poprzednim roku, do udziału w konkursie w 2003 nie zostali dopuszczeni reprezentanci nadawców z Danii, Finlandii, Litwy, Macedonii i Szwajcarii. Ostatni transmitował jednak finał konkursu. Po rocznej przerwie do konkursu powróciły natomiast: Holandia, Irlandia, Islandia, Norwegia, Polska i Portugalia. W stawce konkursowej zadebiutowała telewizja z Ukrainy. Spotkanie z reprezentantami delegacji wszystkich krajów odbyło się 20-21 marca.

## Wyniki finału
| L.p. | Kraj                 | Wykonawca            | Tytuł                               | Język                                    | Miejsce | Punkty |
| ---- | -------------------- | -------------------- | ----------------------------------- | ---------------------------------------- | ------- | ------ |
| 01   | Islandia             | Birgitta Haukdal     | „Open Your Heart”                   | angielski                                | 8       | 81     |
| 02   | Austria              | Alf Poier            | „Weil der Mensch zählt”             | niemiecki                                | 6       | 101    |
| 03   | Irlandia             | Mickey Harte         | „We’ve Got the World”               | angielski                                | 11      | 53     |
| 04   | Turcja               | Sertab Erener        | „Everyway That I Can”               | angielski                                | 1       | 167    |
| 05   | Malta                | Lynn Chirchop        | „To Dream Again”                    | angielski                                | 25      | 4      |
| 06   | Bośnia i Hercegowina | Mija Martina         | „Ne brini”                          | bośniacki, chorwacki, serbski, angielski | 16      | 27     |
| 07   | Portugalia           | Rita Guerra          | „Deixa-me sonhar (só mais uma vez)” | portugalski, angielski                   | 22      | 13     |
| 08   | Chorwacja            | Claudia Beni         | „Više nisam tvoja”                  | chorwacki, angielski                     | 15      | 29     |
| 09   | Cypr                 | Stelios Konstandas   | „Feeling Alive”                     | angielski                                | 20      | 15     |
| 10   | Niemcy               | Lou                  | „Let’s Get Happy”                   | angielski                                | 11      | 53     |
| 11   | Rosja                | t.A.T.u.             | „Nie wier´, nie bojsia”             | rosyjski                                 | 3       | 164    |
| 12   | Hiszpania            | Beth                 | „Dime”                              | hiszpański                               | 8       | 81     |
| 13   | Izrael               | Li’or Narkis         | „Words for Love”                    | hebrajski, angielski                     | 19      | 17     |
| 14   | Holandia             | Esther Hart          | „One More Night”                    | angielski                                | 13      | 45     |
| 15   | Wielka Brytania      | Jemini               | „Cry Baby”                          | angielski                                | 26      | 0      |
| 16   | Ukraina              | Ołeksandr Ponomariow | „Hasta la vista”                    | angielski                                | 14      | 30     |
| 17   | Grecja               | Mando                | „Never Let You Go”                  | angielski                                | 17      | 25     |
| 18   | Norwegia             | Jostein Hasselgård   | „I’m Not Afraid to Move On”         | angielski                                | 4       | 123    |
| 19   | Francja              | Louisa Baïleche      | „Monts et merveilles”               | francuski                                | 18      | 19     |
| 20   | Polska               | Ich Troje            | „Keine Grenzen – Żadnych granic”    | niemiecki, polski, rosyjski              | 7       | 90     |
| 21   | Łotwa                | F.L.Y.               | „Hello from Mars”                   | angielski                                | 24      | 5      |
| 22   | Belgia               | Urban Trad           | „Sanomi”                            | sztuczny                                 | 2       | 165    |
| 23   | Estonia              | Ruffus               | „Eighties Coming Back”              | angielski                                | 21      | 14     |
| 24   | Rumunia              | Nicola               | „Don’t Break My Heart”              | angielski                                | 10      | 73     |
| 25   | Szwecja              | Fame                 | „Give Me Your Love”                 | angielski                                | 5       | 107    |
| 26   | Słowenia             | Karmen Stavec        | „Nanana”                            | angielski                                | 23      | 7      |

Legenda:
     1. miejsce
     2. miejsce
     3. miejsce
1. ↑  Utwór śpiewany był w dialekcie styryjskim
2. ↑  Utwór zawierał w refrenie zwrot „kocham cię” także w języku greckim, francuskim i włoskim.
3. ↑  Tekst zawiera powtarzany zwrot po hiszpańsku.

Tabela punktacyjna finału
| \| Uczestnicy konkursu \| Islandia \| 81 \| \| \| 7 \| 8 \| 12 \| \| \| 6 \| 5 \| 1 \| \| \| \| 6 \| \| 4 \| \| 12 \| 1 \| 1 \| 3 \| 3 \| 1 \| \| 7 \| 4 \| \| Uczestnicy konkursu \| Austria \| 101 \| 10 \| \| \| 6 \| \| 5 \| 10 \| 5 \| 4 \| 2 \| \| 8 \| \| 8 \| 8 \| \| 2 \| 8 \| \| \| 4 \| 2 \| 6 \| \| 6 \| 7 \| \| Uczestnicy konkursu \| Irlandia \| 53 \| 2 \| \| \| 5 \| 5 \| \| 7 \| 4 \| 7 \| \| \| \| \| \| 12 \| 1 \| \| 6 \| \| \| 1 \| 1 \| \| \| \| 2 \| \| Uczestnicy konkursu \| Turcja \| 167 \| 3 \| 12 \| \| \| 4 \| 12 \| 8 \| 10 \| 8 \| 10 \| \| 3 \| 7 \| 12 \| 7 \| 2 \| 7 \| 10 \| 10 \| 2 \| \| 12 \| \| 10 \| 8 \| 10 \| \| Uczestnicy konkursu \| Malta \| 4 \| \| \| 3 \| \| \| \| 1 \| \| \| \| \| \| \| \| \| \| \| \| \| \| \| \| \| \| \| \| \| Uczestnicy konkursu \| Bośnia i Hercegowina \| 27 \| \| 7 \| \| 12 \| \| \| \| 8 \| \| \| \| \| \| \| \| \| \| \| \| \| \| \| \| \| \| \| \| Uczestnicy konkursu \| Portugalia \| 13 \| \| \| 2 \| \| \| \| \| \| \| \| \| 2 \| \| \| \| 3 \| \| \| 6 \| \| \| \| \| \| \| \| \| Uczestnicy konkursu \| Chorwacja \| 29 \| \| 5 \| 6 \| 3 \| \| 6 \| \| \| \| \| \| \| \| \| \| \| 1 \| \| \| \| \| \| \| \| \| 8 \| \| Uczestnicy konkursu \| Cypr \| 15 \| \| \| \| \| 2 \| \| \| \| \| \| \| \| 1 \| \| \| \| 12 \| \| \| \| \| \| \| \| \| \| \| Uczestnicy konkursu \| Niemcy \| 53 \| 8 \| 1 \| 4 \| \| 3 \| \| \| \| \| \| 7 \| 4 \| \| 2 \| 4 \| \| \| \| \| 5 \| 2 \| \| 2 \| 1 \| 10 \| \| \| Uczestnicy konkursu \| Rosja \| 164 \| 4 \| 8 \| \| 10 \| 1 \| 3 \| 4 \| 12 \| 10 \| 8 \| \| 6 \| 10 \| 1 \| \| 12 \| 10 \| 2 \| 7 \| 4 \| 12 \| 7 \| 12 \| 7 \| 2 \| 12 \| \| Uczestnicy konkursu \| Hiszpania \| 81 \| 6 \| \| \| 2 \| \| \| 12 \| 7 \| 6 \| \| 6 \| \| 12 \| 5 \| \| \| 5 \| \| \| \| \| 10 \| \| 5 \| 4 \| 1 \| \| Uczestnicy konkursu \| Izrael \| 17 \| \| \| \| \| \| \| \| \| \| \| 5 \| 1 \| \| \| \| \| 3 \| \| 8 \| \| \| \| \| \| \| \| \| Uczestnicy konkursu \| Holandia \| 45 \| \| \| 5 \| \| 7 \| 2 \| \| \| \| \| 10 \| \| 2 \| \| 1 \| \| \| 5 \| \| \| \| 8 \| \| \| 5 \| \| \| Uczestnicy konkursu \| Wielka Brytania \| 0 \| \| \| \| \| \| \| \| \| \| \| \| \| \| \| \| \| \| \| \| \| \| \| \| \| \| \| \| Uczestnicy konkursu \| Ukraina \| 30 \| \| \| \| \| \| \| \| \| \| \| 8 \| \| 4 \| \| \| \| \| \| \| 10 \| 5 \| \| 3 \| \| \| \| \| Uczestnicy konkursu \| Grecja \| 25 \| \| \| 1 \| 4 \| \| \| \| \| 12 \| 5 \| 1 \| \| \| \| \| \| \| \| \| \| \| \| \| 2 \| \| \| \| Uczestnicy konkursu \| Norwegia \| 123 \| 12 \| 2 \| 12 \| \| 6 \| \| 5 \| \| \| 7 \| 4 \| \| 3 \| 7 \| 6 \| 7 \| \| \| 3 \| 6 \| 7 \| 6 \| 10 \| 3 \| 12 \| 5 \| \| Uczestnicy konkursu \| Francja \| 19 \| \| \| \| \| \| 8 \| 2 \| \| \| \| \| \| \| \| \| \| \| \| \| 3 \| \| \| \| 6 \| \| \| \| Uczestnicy konkursu \| Polska \| 90 \| \| 10 \| \| \| 10 \| \| \| \| \| 12 \| \| 5 \| \| 4 \| 2 \| 8 \| 6 \| 4 \| 5 \| \| 8 \| 5 \| 4 \| 4 \| 3 \| \| \| Uczestnicy konkursu \| Łotwa \| 5 \| \| \| \| \| \| \| \| \| \| \| \| \| \| \| \| \| \| \| \| \| \| \| 5 \| \| \| \| \| Uczestnicy konkursu \| Belgia \| 165 \| 7 \| 4 \| 10 \| 7 \| \| 10 \| 6 \| \| 3 \| 6 \| 3 \| 12 \| 8 \| 10 \| 5 \| 10 \| 8 \| 3 \| 12 \| 12 \| 10 \| \| 8 \| 8 \| \| 3 \| \| Uczestnicy konkursu \| Estonia \| 14 \| 1 \| \| 8 \| \| \| \| \| \| \| \| 2 \| \| \| \| 3 \| \| \| \| \| \| \| \| \| \| \| \| \| Uczestnicy konkursu \| Rumunia \| 73 \| \| 6 \| \| 1 \| \| 7 \| \| 1 \| 2 \| 4 \| 12 \| 10 \| 6 \| \| \| 6 \| 4 \| 1 \| 4 \| 8 \| \| \| \| \| 1 \| \| \| Uczestnicy konkursu \| Szwecja \| 107 \| 5 \| 3 \| \| \| 8 \| 1 \| 3 \| 2 \| 1 \| 3 \| \| 7 \| 5 \| 3 \| 10 \| 5 \| \| 7 \| 2 \| 7 \| 6 \| 4 \| 7 \| 12 \| \| 6 \| \| Uczestnicy konkursu \| Słowenia \| 7 \| \| \| \| \| \| 4 \| \| 3 \| \| \| \| \| \| \| \| \| \| \| \| \| \| \| \| \| \| \| | Legenda: Głosowanie telewidzów Głosowanie jurorów Zwycięzca |                 |          |        |       |                      |            |           |      |        |       |           |        |          |                 |         |        |          |         |        |       |        |         |         |         |          |    |    |
| |                                                             | Kraje głosujące |          |        |       |                      |            |           |      |        |       |           |        |          |                 |         |        |          |         |        |       |        |         |         |         |          |    |    |
| Suma punktów | Islandia                                                    | Austria         | Irlandia | Turcja | Malta | Bośnia i Hercegowina | Portugalia | Chorwacja | Cypr | Niemcy | Rosja | Hiszpania | Izrael | Holandia | Wielka Brytania | Ukraina | Grecja | Norwegia | Francja | Polska | Łotwa | Belgia | Estonia | Rumunia | Szwecja | Słowenia |    |    |
| Uczestnicy konkursu | Islandia                                                    | 81              |          |        | 7     | 8                    | 12         |           |      | 6      | 5     | 1         |        |          |                 | 6       |        | 4        |         | 12     | 1     | 1      | 3       | 3       | 1       |          | 7  | 4  |
| Uczestnicy konkursu | Austria                                                     | 101             | 10       |        |       | 6                    |            | 5         | 10   | 5      | 4     | 2         |        | 8        |                 | 8       | 8      |          | 2       | 8      |       |        | 4       | 2       | 6       |          | 6  | 7  |
| Uczestnicy konkursu | Irlandia                                                    | 53              | 2        |        |       | 5                    | 5          |           | 7    | 4      | 7     |           |        |          |                 |         | 12     | 1        |         | 6      |       |        | 1       | 1       |         |          |    | 2  |
| Uczestnicy konkursu | Turcja                                                      | 167             | 3        | 12     |       |                      | 4          | 12        | 8    | 10     | 8     | 10        |        | 3        | 7               | 12      | 7      | 2        | 7       | 10     | 10    | 2      |         | 12      |         | 10       | 8  | 10 |
| Uczestnicy konkursu | Malta                                                       | 4               |          |        | 3     |                      |            |           | 1    |        |       |           |        |          |                 |         |        |          |         |        |       |        |         |         |         |          |    |    |
| Uczestnicy konkursu | Bośnia i Hercegowina                                        | 27              |          | 7      |       | 12                   |            |           |      | 8      |       |           |        |          |                 |         |        |          |         |        |       |        |         |         |         |          |    |    |
| Uczestnicy konkursu | Portugalia                                                  | 13              |          |        | 2     |                      |            |           |      |        |       |           |        | 2        |                 |         |        | 3        |         |        | 6     |        |         |         |         |          |    |    |
| Uczestnicy konkursu | Chorwacja                                                   | 29              |          | 5      | 6     | 3                    |            | 6         |      |        |       |           |        |          |                 |         |        |          | 1       |        |       |        |         |         |         |          |    | 8  |
| Uczestnicy konkursu | Cypr                                                        | 15              |          |        |       |                      | 2          |           |      |        |       |           |        |          | 1               |         |        |          | 12      |        |       |        |         |         |         |          |    |    |
| Uczestnicy konkursu | Niemcy                                                      | 53              | 8        | 1      | 4     |                      | 3          |           |      |        |       |           | 7      | 4        |                 | 2       | 4      |          |         |        |       | 5      | 2       |         | 2       | 1        | 10 |    |
| Uczestnicy konkursu | Rosja                                                       | 164             | 4        | 8      |       | 10                   | 1          | 3         | 4    | 12     | 10    | 8         |        | 6        | 10              | 1       |        | 12       | 10      | 2      | 7     | 4      | 12      | 7       | 12      | 7        | 2  | 12 |
| Uczestnicy konkursu | Hiszpania                                                   | 81              | 6        |        |       | 2                    |            |           | 12   | 7      | 6     |           | 6      |          | 12              | 5       |        |          | 5       |        |       |        |         | 10      |         | 5        | 4  | 1  |
| Uczestnicy konkursu | Izrael                                                      | 17              |          |        |       |                      |            |           |      |        |       |           | 5      | 1        |                 |         |        |          | 3       |        | 8     |        |         |         |         |          |    |    |
| Uczestnicy konkursu | Holandia                                                    | 45              |          |        | 5     |                      | 7          | 2         |      |        |       |           | 10     |          | 2               |         | 1      |          |         | 5      |       |        |         | 8       |         |          | 5  |    |
| Uczestnicy konkursu | Wielka Brytania                                             | 0               |          |        |       |                      |            |           |      |        |       |           |        |          |                 |         |        |          |         |        |       |        |         |         |         |          |    |    |
| Uczestnicy konkursu | Ukraina                                                     | 30              |          |        |       |                      |            |           |      |        |       |           | 8      |          | 4               |         |        |          |         |        |       | 10     | 5       |         | 3       |          |    |    |
| Uczestnicy konkursu | Grecja                                                      | 25              |          |        | 1     | 4                    |            |           |      |        | 12    | 5         | 1      |          |                 |         |        |          |         |        |       |        |         |         |         | 2        |    |    |
| Uczestnicy konkursu | Norwegia                                                    | 123             | 12       | 2      | 12    |                      | 6          |           | 5    |        |       | 7         | 4      |          | 3               | 7       | 6      | 7        |         |        | 3     | 6      | 7       | 6       | 10      | 3        | 12 | 5  |
| Uczestnicy konkursu | Francja                                                     | 19              |          |        |       |                      |            | 8         | 2    |        |       |           |        |          |                 |         |        |          |         |        |       | 3      |         |         |         | 6        |    |    |
| Uczestnicy konkursu | Polska                                                      | 90              |          | 10     |       |                      | 10         |           |      |        |       | 12        |        | 5        |                 | 4       | 2      | 8        | 6       | 4      | 5     |        | 8       | 5       | 4       | 4        | 3  |    |
| Uczestnicy konkursu | Łotwa                                                       | 5               |          |        |       |                      |            |           |      |        |       |           |        |          |                 |         |        |          |         |        |       |        |         |         | 5       |          |    |    |
| Uczestnicy konkursu | Belgia                                                      | 165             | 7        | 4      | 10    | 7                    |            | 10        | 6    |        | 3     | 6         | 3      | 12       | 8               | 10      | 5      | 10       | 8       | 3      | 12    | 12     | 10      |         | 8       | 8        |    | 3  |
| Uczestnicy konkursu | Estonia                                                     | 14              | 1        |        | 8     |                      |            |           |      |        |       |           | 2      |          |                 |         | 3      |          |         |        |       |        |         |         |         |          |    |    |
| Uczestnicy konkursu | Rumunia                                                     | 73              |          | 6      |       | 1                    |            | 7         |      | 1      | 2     | 4         | 12     | 10       | 6               |         |        | 6        | 4       | 1      | 4     | 8      |         |         |         |          | 1  |    |
| Uczestnicy konkursu | Szwecja                                                     | 107             | 5        | 3      |       |                      | 8          | 1         | 3    | 2      | 1     | 3         |        | 7        | 5               | 3       | 10     | 5        |         | 7      | 2     | 7      | 6       | 4       | 7       | 12       |    | 6  |
| Uczestnicy konkursu | Słowenia                                                    | 7               |          |        |       |                      |            | 4         |      | 3      |       |           |        |          |                 |         |        |          |         |        |       |        |         |         |         |          |    |    |

## Pozostałe wyróżnienia

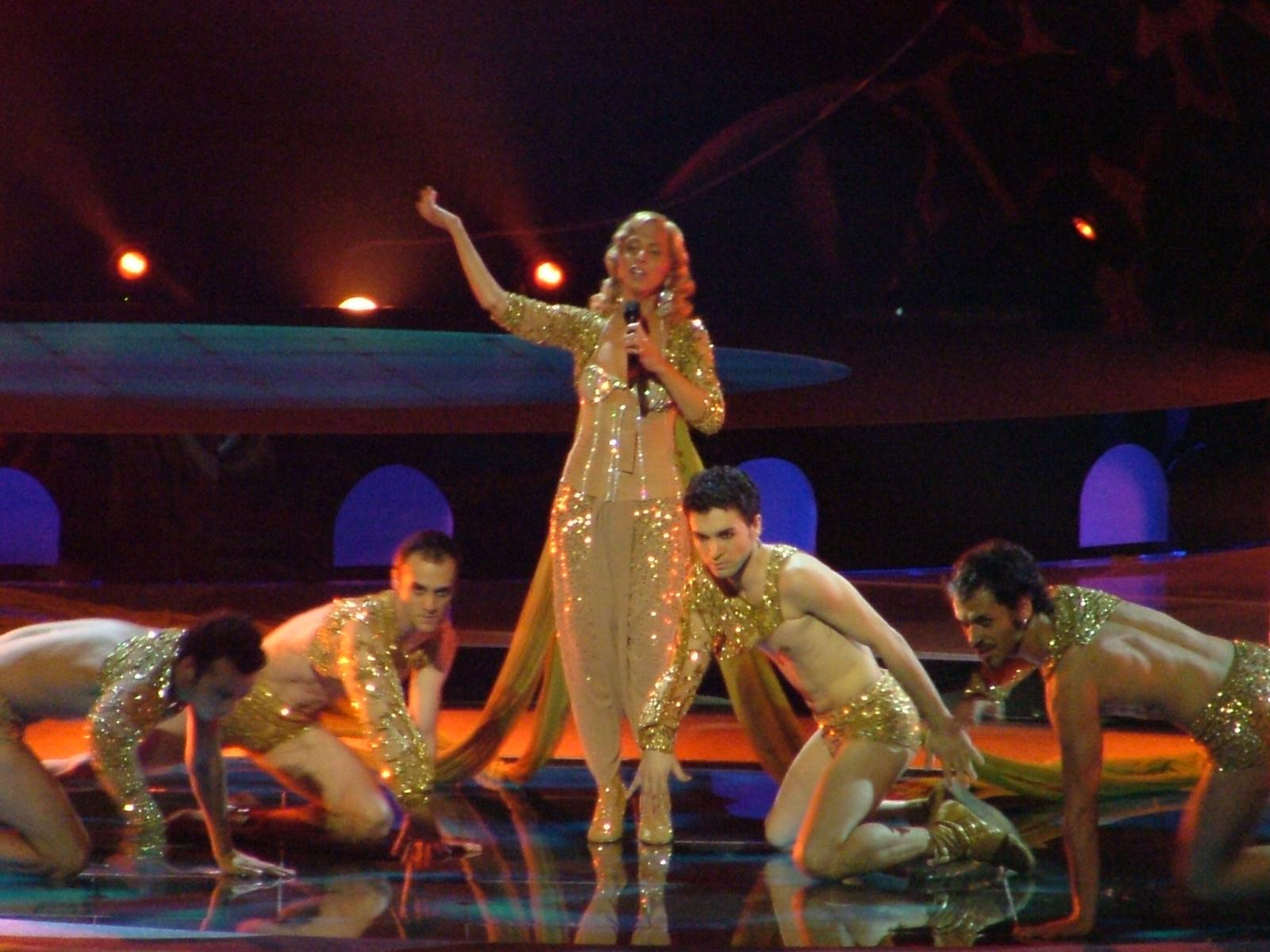
Sertab Erener – zwyciężczyni konkursu oraz zdobywczyni Nagrody Dziennikarzy im. Marcela Bezençona (2004)

### Nagrody im. Marcela Bezençona
W 2003 po raz drugi przyznano Nagrody im. Marcela Bezençona, czyli wyróżnienia przyznawane dla najlepszych piosenek biorących udział w finale imprezy, sygnowane nazwiskiem twórcy konkursu – Marcela Bezençona. Pomysłodawcami statuetek zostali: szef szwedzkiej delegacji konkursowej Christer Björkman oraz członek zespołu Herreys – Richard Herrey.
W 2003 nagrody w trzech kategoriach otrzymali:
| Kategoria            | Kraj      | Utwór                 | Wykonawca     |
| -------------------- | --------- | --------------------- | ------------- |
| Nagroda Artystyczna  | Holandia  | „One More Night”      | Esther Hart   |
| Nagroda Dziennikarzy | Turcja    | „Everyway That I Can” | Sertab Erener |
| Nagroda Fanów        | Hiszpania | „Dime”                | Beth          |

### Nagroda im. Barbary Dex
Po raz kolejny przyznana została Nagroda im. Barbary Dex, nieoficjalny tytuł przyznawany corocznie przez fanów konkursu za pośrednictwem holenderskiej strony House of Eurovision (eurovisionhouse.nl) najgorzej ubranemu artyście w Konkursie Piosenki Eurowizji w danym roku. Największą liczę spośród 66 głosów oddanych podczas plebiscytu w 2003 otrzymały wokalistki rosyjskiego duetu t.A.T.u., które wystąpiły podczas koncertu finałowego w dżinsach i białych topach z wydrukowaną cyfrą 1. Drugie miejsce w głosowaniu fanów zajęła słoweńska reprezentantka Karmen Stavec, a trzecie – duet Jemini z Wielkiej Brytanii.

## Oglądalność
Finał 48. Konkursu Piosenki Eurowizji obejrzało ponad 165 milionów telewidzów na całym świecie, w tym 1,8 miliona mieszkańców Łotwy, co dało stacji-organizatorowi ok. 80% udział na rynku w tym czasie antenowym. Koncert finałowy obejrzało: 1,95 mln telewidzów w Grecji (58,9%), 8,6 mln w Polsce (65,2%), 10,6 miliona ludzi w Hiszpanii (udział: 65,8%), 4,9 mln we Francji (27,5%), 1,3 mln w Austrii (75%), 8,7 mln w Niemczech (38,8%), 1,5 mln w Norwegii (88,8%), 10,8 mln w Wielkiej Brytanii (54%), 3,5 mln w Szwecji, ok. 3 mln w Belgii, 4,8 mln w Holandii (70%), ok. 120 tys. telewidzów (68,6%) na Cyprze i 1,369 mln w Australii. W Izraelu konkurs obejrzało ok. 32% mieszkańców, sam występ krajowego reprezentanta obejrzało ok. 800 tysięcy telewidzów (38,8%). Konkurs był najchętniej oglądanym programem telewizyjnym w kraju w 2003. Całe widowisko transmitowane było również przez Internet na oficjalnej stronie konkursu, a serwer obsługujący imprezę wysyłał równocześnie 25 tys. strumieni danych (najwięcej w Szwecji, Holandii oraz Stanach Zjednoczonych), dzięki czemu ustanowił europejski rekord.
W Szwecji telewidzowie przyznali łącznie 224 529 głosów, w Polsce – 129 076 (w tym 19 894 nieważnych), w Estonii – 56 828, w Grecji – ponad 50 tys., na Cyprze – ponad 5,5 tys..

## Międzynarodowi sekretarze i komentatorzy

### Sekretarze
Poniżej przedstawione zostały nazwiska wszystkich sekretarzy, którzy ogłaszali wyniki głosowania w poszczególnych krajach. Państwa zostały uporządkowane w kolejności przyznawania punktów, która odpowiada kolejności występowania reprezentanta danego kraju podczas koncertu finałowego.

1. Islandia – Eva María Jónsdóttir
2. Austria – Dodo Roščić
3. Irlandia – Pamela Flood
4. Turcja – Meltem Ersan Yazgan
5. Malta – Sharon Borg[197]
6. Bośnia i Hercegowina – Ana Vilenica
7. Portugalia – Helena Ramos[198]
8. Chorwacja – Davor Meštrović[199]
9. Cypr – Loukas Hamatsos[200]
10. Niemcy – Axel Bulthaupt
11. Rosja – Jana Czurikowa
12. Hiszpania – Anne Igartiburu
13. Izrael – Michal Zoharetz
14. Holandia – Marlayne
(reprezentantka Holandii w konkursie w 1999)
15. Wielka Brytania – Lorraine Kelly
16. Ukraina – Ludmyła Charyw[201]
17. Grecja – Alexis Kostalas[202]
18. Norwegia – Roald Øyen
19. Francja – Sandrine François[203]
(reprezentantka kraju w konkursie w 2002)
20. Polska – Maciej Orłoś
21. Łotwa – Ģirts Līcis
22. Belgia – Corinne Boulangier[203]
23. Estonia – Ines
(reprezentantka kraju w konkursie w 2000)
24. Rumunia – Leonard Miron
25. Szwecja – Kattis Ahlström[204]
26. Słowenia – Peter Poles

### Komentatorzy
Poniżej przedstawione zostały nazwiska wszystkich krajowych komentatorów oraz nazwy publicznych nadawców telewizyjnych i radiowych transmitujących konkurs w 2003.

- Albania – (TVSH)[205]
- Armenia – (ARMTV)[206]
- Andora – Meri Picart i Albert Roig (RTVA)[207]
- Austria – Andi Knoll (ORF1), Martin Blumenau (Hitradio Ö3)
- Australia – Des Mangan (SBS)[208]
- Białoruś – Aleksandr Kruglakow i Tatiana Jakuszewa (BTRC)[209]
- Belgia – Flamandzki: André Vermeulen i Anja Daems (TV1)[210], Julien Put i Michel Follet (Radio 2), Francuski: Jean-Pierre Hautier (La Une)[211], Patrick Duhamel i Sophie Brems (La Première)
- Bośnia i Hercegowina – Dejan Kukrić (BHTV1)
- Chorwacja – Danijela Trbović (HRT 2)[212], Draginja Balaš (HR 2)
- Cypr – Evi Papamichail (RIK 1)[200], Pavlos Pavlou (RIK Deftero)
- Dania – Jørgen de Mylius (DR1)[213]
- Estonia – Marko Reikop (ETV)[214], Vello Rand (Raadio 2)
- Finlandia – Maria Guzenina i Asko Murtomäki (Yle TV2)[215]
- Francja – Laurent Ruquier i  Isabelle Mergault (France 3)[211], Laurent Boyer (France Bleu)
- Grecja – Dafni Bokota (ET1)[216], Giorgos Mitropulos (ERA1)
- Hiszpania – José Luis Uribarri (TVE1)[217]
- Holandia – Willem van Beusekom (Nederland 2)[218], Wessel van Diepen (Radio 3FM)
- Irlandia – Marty Whelan (RTÉ One)[219], Gerry Ryan (RTÉ Radio 1)
- Islandia – Gísli Marteinn Baldursson (Sjónvarpið)[220]
- Izrael – brak komentatora (Channel 1), Daniel Pe’er (Reshet Gimel)
- Łotwa – Kārlis Streips (LTV1)
- Litwa – Darius Užkuraitis (LTV2)
- Macedonia – Milanka Rašik (MTV 3)
- Malta – John Bundy (TVM)
- Niemcy – Peter Urban (Das Erste)[221], Thomas Mohr (Deutschlandfunk i  ndR 2)[222]
- Norwegia – Jostein Pedersen (NRK1)[223]
- Polska – Artur Orzech (TVP1)[224]
- Portoryko – (MSN)[206]
- Portugalia – Margarida Mercês de Mello (RTP1)[198]
- Rumunia – Andreea Demirgian (TVR1)
- Rosja – Jurij Aksiuta i Jelena Batinowa (Pierwyj kanał), Wadim Dołgaczow (Głos Rosji)
- Serbia i Czarnogóra – Mladen Popović i Duška Vučinić-Lučić (RTS2), (RTK)[205]
- Słowenia – Andrea F (SLO1)
- Stany Zjednoczone – (Israeli Netpraca)[206]
- Szwecja – Pekka Heino (SVT1)[204], Carolina Norén (SR P3)[225]
- Szwajcaria – Roman Kilchsperger (SF2), Jean-Marc Richard (TSR 2), Daniele Rauseo (TSI 1)
- Turcja – Bülend Özveren (TRT 1), Canan Kumbasar (TRT Radyo 3)
- Ukraina – Pawło Szyłko (Perszyj kanał)
- Wielka Brytania – Terry Wogan (BBC One), Ken Bruce (BBC Radio 2)[226]
- Włochy – Fabio Canino i  Paolo Quilici (GAY.tv)[227]